# 罗德里戈·特略
罗德里戈·特略（西班牙語：Rodrigo Tello，1979年10月14日—），智利男子足球运动员，司职中场、后卫。他曾代表智利国奥队参加2000年夏季奥林匹克运动会足球比赛，获得一枚铜牌。